# Bareto
Bareto es un grupo peruano de música tropical alternativa, que fusiona cumbia, chicha y folclore peruano con ritmos como reggae, ska, funk y rock. Fue nominado dos veces a los premio Grammy Latinos de 2012 y 2016.
Han realizado giras por diferentes países como España, Francia, Canadá, Colombia, Argentina, Chile, Brasil, Estados Unidos, Italia, Israel, Japón, Rusia, Estonia, Dinamarca, Inglaterra, Suiza y Suecia.
La banda ha actuado en eventos destacados como el Festival Mapa de Todos 2012, Womex 2016, Festival de Jazz de Montreal 2017 y Roskilde Festival 2015.

## Historia

### Inicios (2003-2005)
Formado en 2003 por Rolando Gallardo y Joaquín Mariátegui, el grupo inicialmente surgió como un conjunto instrumental de reggae y ska. Con su distintivo sonido, rápidamente se estableció una presencia significativa en el panorama de la música alternativa en Perú.
En 2005, se edita el EP Ombligo: cinco canciones grabadas en vivo en un disco del que solo se hicieron 500 copias. Incluía 3 composiciones originales en formato cuarteto (Ombligo, Bambam y Tarantino) y 2 versiones en concierto de Cantaloop Island (Herbie Hancock) y Marcus Garvey (Burning Spear); estas últimas incorporaban vientos, saxo y trompeta, por primera vez.

### Boleto(2006-2007)
Para 2006, ya estaba listo su álbum debut, Boleto, donde la banda mezclaba el reggae y el ska jamaiquino (música de fiesta, de celebración de la libertad) con aires latinos, entre los que ya aparecía la cumbia (como en La calor y su versión de La del Brazo, del grupo de rock peruano Frágil).
La composición y dirección musical estuvieron a cargo de Joaquín Mariátegui.
Fue grabado por Tato del Campo en los estudios de Iempsa. El disco contiene 9 composiciones originales que combinan reggae, ska y funk con aires tropicales y latinos, además de una versión del tema "La del Brazo", del grupo de rock Frágil. Este álbum significó un pequeño crecimiento en el sonido de la banda, incorporando percusiones y vientos en su estructura básica.

### Cumbia(2008)
En setiembre de 2008, Bareto presentó su segundo trabajo Cumbia, disco compuesto enteramente de canciones de la cumbia peruana y del cancionero popular latinoamericano.
Este disco significó un despegue de Bareto como banda de alcance local. El álbum, que contiene versiones de clásicos de la música popular amazónica y de la cumbia peruana, se convirtió en un mensaje implícito: la música es de todos y para todos. Participa como invitado especial Wilindoro Cacique en la voz.
"Cumbia", alcanzó el reconocimiento de "Disco de Oro" por ventas a sólo tres meses de su lanzamiento.

### Sodoma y Gamarra(2009)
Bareto termina el 2009, lanzando Sodoma y Gamarra, disco que trae de vuelta a Bareto en la búsqueda de nuevos sonidos que reflejen lo caótico y ecléctico que puede llegar a ser el espacio en el que nos desenvolvemos los peruanos, fusionando la riqueza musical del Perú con los sonidos y ritmos del mundo. La canción "No juegue con el diablo", formó parte del soundtrack de la telenovela Los exitosos Gome$. Por su parte, la canción "La distancia", es interpretada con Dina Páucar.

### Ves lo que quieres ver(desde 2012)
Bareto lanzó en mayo de 2012, el álbum Ves lo que quieres ver. En este caso, contiene canciones cantadas, que incluye las fusiones musicales que ya habían venido tocando, y tocando temática de crítica social. El primer sencillo es Camaleón.
El nuevo álbum marca también la transición de Bareto hacia mercados internacionales y fue acompañado por giras en Japón, Estados Unidos y Brasil.
Además, el grupo participó del Festival 7 Mares en Perú, en el cual el exitoso Manu Chao, ex Mano Negra fue el acto principal.
En septiembre de 2012, la banda lanzó el segundo sencillo, Matagalán, por la que cuenta con la colaboración de Kevin Johansen.
En octubre de 2012, se anuncia que el álbum se encuentra nominado al Grammy Latino por el Mejor empaque.
En marzo del 2013, emprenden su primera gira independiente rumbo a los Estados Unidos, presentándose en Washington D. C. (Howard Theatre), New York (Stage 48), San Francisco (2 funciones en Yoshi's), además de su debut en el festival South by Southwest de Austin, Tx, donde participaron además en el showcase de Womex.

### Impredecible(2015)
Impredecible, un álbum con 11 canciones de Rolando Gallardo y Joaquín Mariátegui, fue lanzado en 2015. Recibió una nominación al Latin Grammy y fue elegido Álbum del Año en los Premios Luces de Perú. Producido por Felipe Álvarez de Polen Records, Colombia, mezclado por Richard Blair y publicado por World Village, Reino Unido, el álbum generó colaboraciones en Europa. Tras una exitosa presentación en Womex 2016, la banda emprendió una gira por varios países europeos y ciudades de Canadá.

### El amor no es para los débiles(2022)
El amor no es para los débiles, fue lanzado en 2022 por la disquera alemana. Agogo Records Producido por Felipe Álvarez de Polen Records y mezclado por Humberto Chaparro. Este disco cuenta 10 temas, todos compuestos por Rolando Gallardo, excepto "Te Sigo", escrito por Augusto Polo Campos. Cuenta también con colaboraciones con  Rossy War, Esther Dávila "Bartola" y Melchohita entre otros. La canción "Tu Recuerdo" es el primer single del álbum y otras canciones destacadas son "Ay Ay Ay" y "Cura Cura".

## Discografía
EP
- Ombligo (2005)
- Sodoma y Gamarra (2009)
- Cumbia (10 aniversario) (2019)

Álbumes de estudio
- Boleto (2006)
- Ves lo que quieres ver (2012)
- Impredecible (2015)
- El amor no es para los débiles (2022)

Álbum tributo
- Cumbia (2008)

Álbum recopilatorio
- 10 años (2013)

Álbum edición especial
- Cumbia (10 aniversario) (2018)

## Premios
- 2008 Red Bull Sound Clash
- 2009 Disco de Oro Disco Cumbia
- Premio Luces 2013 al Grupo del año[23]
- 2013 Premio Disco Doble Patino Álbum Ves Lo Que Quieres Ver
- 2015 Premio Luces Disco del Año